# Meurtre de dot
Les meurtres de dot ou les décès liés à la dot sont des décès de femmes qui sont assassinées ou poussées au suicide par le harcèlement continu et la torture, par leur mari et leur belle-famille, dans le but d'extorquer une dot plus importante. 
Les décès liés à la dot se trouvent principalement en Inde, au Pakistan, au Bangladesh et en Iran. L'Inde enregistre le nombre total le plus élevé de décès liés à la dot, avec 8 391 décès de ce type signalés en 2010, soit 1,4 décès pour 100 000 femmes. Le Pakistan, avec 2 000 décès de ce type par an, a le taux le plus élevé de décès liés à la dot, soit 2,45 pour 100 000 femmes,. 
Le meurtre lié à la dot est considéré comme l'une des nombreuses catégories de violence contre les femmes, avec le viol, l'immolation par le feu de mariées, le harcèlement de rue (Eve teasing) et le vitriolage.
C'est aussi un terme utilisé pour le féminicide.

## Inde
La plupart des décès liés à la dot surviennent lorsque la jeune femme, incapable de supporter le harcèlement et la torture, se suicide. La plupart de ces suicides sont par pendaison, par empoisonnement ou par le feu. Parfois, la femme est tuée en étant enflammée par son mari ou ses beaux-parents, ce qui est connu sous le nom de "brûlure de la mariée", et parfois déguisé en suicide ou en accident. La mort par le feu de femmes indiennes a été plus souvent attribuée à des conflits de dot. Dans les cas de décès liés à la dot, la famille du marié est l'auteur du meurtre ou du suicide. 
L'Inde a de loin le plus grand nombre de décès liés à la dot dans le monde selon le Bureau national des registres de crimes de l'Inde. En 2012, 8 233 cas de décès liés à la dot ont été signalés en Inde. Cela signifie qu'une épouse a été brûlée toutes les 90 minutes ou que des problèmes de dot ont causé 1,4 décès par an pour 100 000 femmes en Inde, (Gouvernement indien - 2011) en baisse à 1,2 (Gouvernement indien - 2016). 
Selon un rapport de la police indienne datant de 1996, chaque année, plus de 2 500 personnes auraient été brûlées. Le National Crime Records Bureau (NCRB) de l'Inde indique qu'il y a eu 8 331 cas de décès liés à la dot enregistrés en Inde en 2011. Le nombre de décès liés à la dot au cours de l’année 2008 (8 172) a augmenté de 14,4 % par rapport à 1998 (7 146) alors que la population de l’Inde a augmenté de 17,6 % au cours de la même période de 10 ans. L’exactitude de ces chiffres a fait l’objet d’un examen minutieux de la part de critiques qui estiment que les décès dus à la dot sont systématiquement sous-déclarés. 
Les décès liés à la dot en Inde ne se limitent pas à une religion spécifique, mais sont beaucoup plus fréquents dans les communautés hindoues et sikhs du nord de l'Inde, notamment autour du Punjab, de l'Haryana, de Delhi, du Rajasthan et de l'Uttar Pradesh. 

### Législation
La Dowry Prohibition Act de 1961 interdit la demande, le paiement ou l'acceptation d'une dot, "en tant que contrepartie du mariage", la "dot" étant définie comme un don exigé ou donné comme condition préalable au mariage. Les cadeaux donnés sans condition préalable ne sont pas considérés comme une dot et sont légaux. Demander ou donner une dot peut être puni d'un emprisonnement pouvant aller jusqu'à six mois ou d'une amende pouvant aller jusqu'à ₹5,000 (70 $, 54 £ ou 60 €). Il a remplacé plusieurs lois anti-dots promulguées par divers États indiens. Le meurtre et le suicide sous la contrainte sont couverts par le code pénal indien. 
Les militantes indiennes du droit des femmes ont fait campagne pendant plus de 40 ans pour que des lois visant à contenir ces décès liés à la dot, soient promulguées ; ainsi le Dowry Prohibition Act qui date de 1961 et plus strict le 498a du Code pénal indien promulgué en 1983. En vertu de la loi de 2005 sur la protection des femmes contre la violence domestique (PWDVA), une femme peut mettre fin au harcèlement de la dot en s'adressant à un agent de protection de la violence domestique. 
Bien que les lois indiennes contre la dot soient en vigueur depuis des décennies, elles ont été largement critiquées pour leur inefficacité. La pratique de meurtres et suicides « aidés » liés à la dot continue, sans être maitrisé dans de nombreuses régions de l’Inde, ce qui a encore aggravé les préoccupations relatives à la répression.

## Pakistan
Au Pakistan, le don et l'attente d'une dot (appelée Jahez) font partie de la culture. Plus de 95 % des mariages au Pakistan, dans toutes ses régions, impliquent le transfert d'une dot de la famille de la mariée à la famille du marié.
Les meurtres de dot ont augmenté au Pakistan depuis des décennies,,. La violence et les décès liés à la dot se sont généralisés depuis que le Pakistan est devenu un pays indépendant,,. Avec plus de 2 000 décès par an et des taux annuels dépassant 2,45 décès pour 100 000 femmes, le Pakistan affiche le plus haut taux de meurtres de dot enregistré dans le monde,.
Il existe une certaine controverse sur les taux de mortalité au Pakistan. Certaines publications suggèrent que les responsables pakistanais n'enregistrent pas les décès dus à la dot. Les taux de mortalité sont culturellement sous-déclarés et pourraient être considérablement plus élevés. Par exemple, Nasrullah indique qu'au Pakistan, le taux moyen annuel de mortalité par le feu est de 33 pour 100 000 femmes, dont 49 % sont intentionnelles, soit un taux annuel moyen d'environ 16 pour 100 000 femmes,,. 
La loi pakistanaise de 2008 sur la dot et les cadeaux de mariage (restrictions) limite la dot à 30 000 PKR (environ 300 USD), tandis que la valeur totale des cadeaux de mariage est limitée à 50 000 PKR. La loi a rendu illégales les demandes de dot par la famille du marié, ainsi que l'affichage public de la dot avant ou pendant le mariage. Toutefois, cette loi et les lois anti-dot similaires de 1967, 1976 et 1998, ainsi que la loi de 1964 sur le tribunal de la famille se sont révélées inapplicables. Des activistes tels que SACHET (Pakistan), affirment que la police refuse d'enregistrer et de donner suite aux plaintes pour violence domestique ou pour blessures mortelles liées à la dot. 
Divers gouvernements civils militaires ou démocratiquement élus au Pakistan ont tenté d'interdire l'affichage traditionnel de la dot et des fêtes coûteuses (walima). L’Acte de 1997, l’Ordonnance (XV) de 1998 et l’Ordonnance (III) de 1999 en font partie. Celles-ci ont été contestées auprès de la Cour suprême du Pakistan. Les demandeurs ont cité un certain nombre de hadiths relevant de la charia religieuse pour démontrer que l'islam encourageait le walima et ses pratiques coutumières connexes. Les demandeurs affirmant que les efforts du gouvernement pakistanais pour promulguer ces lois allaient à l'encontre des injonctions de l'Islam, la Cour suprême a déclaré ces lois et ordonnances inconstitutionnelles. 

## Bangladesh
Au Bangladesh, la dot est également une cause importante de décès,. Entre 0,6 et 2,8 femmes mariées par an pour 100 000 femmes seraient décédées des suites de violences liées à la dot au cours des dernières années,. Les causes des décès comprennent les suicides, l'immolation par le feu et d'autres causes liées aux violences domestiques. En 2013, le Bangladesh a enregistré 4 470 femmes victimes de violences liées à la dot sur une période de 10 mois, soit environ 7,2 épouses par an pour 100 000 femmes au Bangladesh. 

## Iran
La dot est une coutume ancienne de la Perse, appelée localement jahâz (parfois orthographié jahiziyeh ),. La violence et les décès liés à la dot en Iran sont rapportés dans des journaux iraniens, dont certains dans des médias anglais. Kiani et al., dans une étude de 2014, fait état de décès dus à la dot en Iran. 

## Efforts internationaux d'éradication
Les rapports faisant état d'incidents de décès liés à la dot ont suscité l'intérêt du public et ont déclenché un mouvement militant mondial qui cherche à mettre fin à cette pratique. Au sein de cette communauté militante, les Nations unies (ONU) ont joué un rôle crucial dans la lutte contre la violence à l'égard des femmes, y compris la mort liée à la dot. 

### Les Nations Unies
Depuis sa création en 1945, les Nations unies défendent les droits des femmes et le déclarent explicitement dans le préambule de leur Charte, dans la Déclaration universelle des droits de l'homme (adoptée en 1948), dans le Pacte international relatif aux droits civils et politiques (adoptée en 1966), dans le Pacte international relatif aux droits économiques, sociaux et culturels (également adopté en 1966). Ces trois documents sont connus collectivement comme la Charte internationale des droits ; et enfin dans la Convention sur l'élimination de toutes les formes de discrimination à l'égard des femmes (CEDAW) (2012). 
Le Fonds des Nations unies pour l'enfance (UNICEF), bien que principalement axé sur l'amélioration de la qualité de l'éducation offerte aux enfants du monde entier, a également adopté une attitude proactive contre la mort par la dot. Le 9 mars 2009 (Journée internationale des femmes), lors d'une conférence de presse à Washington, la directrice générale de l'UNICEF, Ann M. Veneman, a publiquement condamné les décès liés à la dot et les systèmes législatifs permettant aux coupables de rester impunis. En 2009, l'UNICEF a lancé son premier plan d'action prioritaire stratégique pour l'égalité des sexes, suivi d'un deuxième plan d'action en 2010. L’objectif de ces plans était de faire de l’égalité des sexes une priorité plus grande dans tous les programmes et fonctions internationaux de l’UNICEF,.